# Brecha en el silencio
Brecha en el silencio es una película venezolana dirigida por los hermanos Luis y Andrés Rodríguez (esta es su ópera prima) estrenada en  2013. Fue ganadora de seis premios en el Festival de Cine Venezolano 2012. La película fue elegida por la Asociación Nacional de Autores Cinematográficos para ser nominada al Óscar en la categoría de Mejor Película Extranjera.

## Sinopsis
Ana es una adolescente de origen humilde que ha visto pasar sus años frente a una máquina de coser, trabajando para sostener a sus dos hermanos menores y soportando en silencio los abusos de un padrastro pervertido y una madre indiferente. Su discapacidad auditiva la ha marginado de un mundo que se niega a escucharla, convirtiéndola en un objeto de uso al capricho de quienes la rodean. Incapaz de resignarse a que sus hermanos sufran el mismo destino, Ana decide salvarlos, emprendiendo un viaje hacia la libertad.

## Premios
| Premio                          | Categoría               | Resultado | Nominado              | Fuente |
| ------------------------------- | ----------------------- | --------- | --------------------- | ------ |
| Festival de Cine de Mérida 2012 | Mejor Dirección de Arte | Ganador   | Darwin Angola         | [ 4 ]  |
| Festival de Cine de Mérida 2012 | Mejor Sonido            | Ganador   | Eleazar Moreno        | [ 4 ]  |
| Festival de Cine de Mérida 2012 | Mejor Actriz            | Ganador   | Vanessa Di Quattro    | [ 4 ]  |
| Festival de Cine de Mérida 2012 | Mejor Actriz de Reparto | Ganador   | Juliana Cuervos       | [ 4 ]  |
| Festival de Cine de Mérida 2012 | Mejor Ópera Prima       | Ganador   | Brecha en el Silencio | [ 4 ]  |
| Festival de Cine de Mérida 2012 | Premio del Público      | Ganador   | Brecha en el Silencio | [ 4 ]  |